# عنصر (استان وهران)
عنصر (به عربی: العنصر) یک شهرداری در الجزایر است که در ناحیه عین ترک واقع شده‌است.
 عنصر  ۷٬۹۲۹ نفر جمعیت دارد.